# Mario Ruffini (compositore)
Mario Ruffini (Teramo, 8 aprile 1955) è un musicologo, direttore d'orchestra e compositore italiano.

## Biografia
Vive dal 1975 a Firenze, dove ha compiuto gli studi musicali presso il Conservatorio Luigi Cherubini (composizione, pianoforte, musica corale e direzione di coro), la Scuola di Musica di Fiesole (direzione d'orchestra) e quelli universitari all'Università degli Studi di Firenze (Lettere e Filosofia).
È stato direttore ospite stabile al Teatro Nazionale di Opera e Balletto “M.P. Musorgskij” di San Pietroburgo (1990-1995), dal 2002 responsabile scientifico dei "Progetti di Musica e Arti figurative" associati al Kunsthistorisches Institut in Florenz–Max-Planck-Institut a Firenze, responsabile scientifico dal 2005 del Fondo Carlo Prosperi presso l'Archivio Contemporaneo “Alessandro Bonsanti” del Gabinetto Scientifico Letterario G.P. Vieusseux, Firenze, direttore Artistico del Festival Orchestre Giovanili / FOG di Firenze (dal 2012). Inoltre è docente al Conservatorio di Musica Luigi Cherubini Firenze.
Il 2012 è stato nominato Accademico d'Onore dall'Accademia delle Arti del Disegno per i suoi studi su Musica e Arti figurative, primo musicista dal 1860 a far parte della storica Accademia fondata a Firenze nel 1563 da Cosimo I de' Medici su suggerimento di Giorgio Vasari.
I suoi studi vertono principalmente su Luigi Dallapiccola e Johann Sebastian Bach, e sul rapporto fra la musica e le arti figurative, temi ai quali ha dedicato numerosi volumi musicologici, e numerosi incisioni discografiche: fra i suoi editori si ricorda New Grove, Suvini Zerboni, Marsilio, Polistampa, Le Lettere, Passigli, Sismel, Silvana Editoriale, Firenze University Press, Diapason, Stradivarius, Ricordi, Biennale di Venezia, EMI, Die Schachtel. È autore di circa cinquanta brani di musica per teatro, sinfonica e cameristica, pubblicati in parte dalla Casa Editrice Suvini Zerboni. Nell’ambito delle sue ricerche su musica e arti figurative, ha curato a Firenze undici mostre d’arte dedicate agli artisti Giuseppe Gavazzi (Certosa, Lyceum, Galleria Pio Fedi, Villa Bardini, Società Canottieri, Museo Enrico Caruso), Francesco Clemente (Galleria e Biblioteca degli Uffizi), Giovanni Colacicchi (Villa Bardini, Museo di Casa Siviero), Flavia Arlotta (Accademia delle Arti del Disegno), Luigi Dallapiccola (Accademia delle Arti del Disegno).  È Presidente del Centro Studi Luigi Dallapiccola.

## Luigi Dallapiccola
Si dedica a Luigi Dallapiccola dal 1980, anno in cui il suo maestro di composizione, Carlo Prosperi, lo presenta a Laura Dallapiccola. Da allora la conoscenza del mondo dallapiccoliano si amplia sia sul versante musicale che su quello privato, grazie a una frequentazione assidua di Casa Dallapiccola. È quello il luogo di formazione – guidato dal rigore acuminato di Laura –, in cui completa il suo impegno anche sul versante musicologico. Grazie a Laura, Ruffini diventa direttore ospite stabile al Teatro Nazionale di Opera e Balletto “M.P. Musorgskij” di San Pietroburgo (1990-1995). Da studioso pubblica nel 2002, dopo sette anni di lavoro, L’opera di Luigi Dallapiccola. Catalogo Ragionato (Milano, Edizioni Suvini Zerboni), cui seguono altri volumi e oltre sessanta saggi sul compositore. Nel 2016, dopo quattordici anni di ricerche, pubblica Luigi Dallapiccola e le Arti figurative (Venezia, Marsilio), definito il suo opus magnum e giudicato insieme al volume del 2002 testo imprescindibili per ogni conoscenza di Luigi Dallapiccola (Quirino Principe, Domenicale del Sole 24 Ore, 7 ottobre 2018). A essi si aggiunge il libro a lui più caro, quello su Laura. La dodecafonia di Luigi Dallapiccola dietro le quinte del 2018 (Firenze University Press).
Nel 2002 aveva riportato alla luce i critofilm degli anni Cinquanta dando avvio al “Progetto Luigi Dallapiccola”, motore propulsivo di tutte le ricerche dedicate a “Musica e Arti figurative” e avviate a Casa Zuccari dal Kunsthistorisches Institut in Florenz – Max-Planck-Institut di cui è responsabile scientifico. Nel 2004 è segretario scientifico del Comitato Nazionale per le “Celebrazioni del primo centenario della nascita di Luigi Dallapiccola (1904-2004)”, curando con Fiamma Nicolodi il convegno internazionale di studi a lui dedicato (Luigi Dallapiccola nel suo secolo). Sempre nel 2004 la Rai gli affida un ciclo di dieci trasmissioni su Radio Tre Suite, Vita e opera di Luigi Dallapiccola, per ricordare il centenario della nascita del compositore. Nel 2005 scopre una trascrizione dallapiccoliana del 1940 da musiche seicentesche di Barbara Strozzi, sfuggita a ogni indagine precedente. Da direttore d’orchestra realizza la prima incisione discografica di Tre Laudi e di Piccola musica notturna/b (Diapason 1989), e la prima esecuzione in Russia, con la Filarmonica di Leningrado, di Due Pezzi per Orchestra e di Variazioni per Orchestra (San Pietroburgo, 1994). Nel 2018 dirige con i Cameristi del Maggio Musicale Fiorentino il primo concerto monografico su Luigi Dallapiccola all’LXXXI Festival del Maggio Musicale Fiorentino, con brani del repertorio sacro e profano, tra cui Quattro liriche di Machado e Commiato.
Dal 2017 è Presidente del Centro Studi Luigi Dallapiccola, con il quale ha realizzato nel 2018 il più importante ed esteso festival mai dedicato fino a oggi al compositore, Dallapiccola torna in città, strutturato con tre eventi al Maggio Musicale Fiorentino e quaranta eventi in città che hanno coinvolto le più importanti istituzioni di Firenze, dall’Università all’Accademia delle Arti del Disegno, e poi Aeronautica Militare, Biblioteca Nazionale Centrale, Casa Circondariale di Sollicciano, Comunità Ebraica, Conservatorio di Musica “Luigi Cherubini”, Gabinetto Vieusseux, Istituto Francese e ancora altre.
Chiamato dal Rettore dell’Università degli Studi di Firenze a Presiedere la Commissione per il Premio di Laurea in Storia e Cultura Contemporanea “Luigi Dallapiccola” per le tesi di laurea degli A.A. 2014-2018 (25 giugno 2018). Invitato a tenere la conferenza introduttiva per l’inaugurazione dell’Anno Accademico 2018-2019 della Scuola Normale Superiore di Pisa (18 ottobre 2018). Invitato a tenere il Seminario “Luigi Dallapiccola e la guerra. La lotta dell'uomo contro forze più grandi di lui” dall’Università L’Orientale di Napoli (28 marzo 2019).

## Johann Sebastian Bach

### Autore
Mario Ruffini è autore del volume Johann Sebastian Bach. Lo specchio di Dio e il segreto dell’immagine riflessa, prefazione di Ramin Bahrami, Firenze, Polistampa, prima edizione 2012, seconda edizione 2015.

### Organizzatore musicale
È stato l’ideatore del World Bach-Fest (Firenze, 2012) che ha visto come protagonista il grande pianista iraniano Ramin Bahrami e il Teatro del Maggio Musicale Fiorentino, in una tre giorni dal sapore woodstockiano che ha raccolto nel capoluogo toscano oltre diecimila.
È stato l’ideatore del Festival Bach in Black che ha segnato la presenza bachiana a Firenze nella Notte Bianca del 2015 e nelle successive edizioni 2016-2018 dell’Estate Fiorentina, portando strutturalmente nel Carcere di Sollicciano le opere di Bach ai detenuti.
Ha ideato e coordinato la prima esecuzione live, in prima notturna mondiale nel Salone dei Cinquecento di Palazzo Vecchio, dell'integrale del Clavicembalo ben temperato, con 24 studenti di sei diversi Conservatori italiani (Firenze, Lucca, Siena, Bologna, Ferrara, Cremona).

### Direttore d'orchestra
Come direttore d’orchestra ha riportato alla luce in epoca moderna L’Arte della fuga BWV 1080 in versione integrale per orchestra d’archi e coro misto, con il corale Vor deinen Thron tret ich hiermit BWV 668a. Con il Coro e l'Orchestra del Maggio Musicale Fiorentino ha diretto alla Basilica di San Lorenzo la Messa in Si minore BWV 232, eseguita per la prima volta in epoca moderna in contesto liturgico.
Ha diretto l’integrale di tutti i Concerti per una tastiera BWV 1052-1059, dei Concerti per due, tre e quattro tastiere BWV 1060-1065, dei Concerti per uno e due violini BWV 1041-1043, il Concerto in La minore BWV 1041 lo ha eseguito anche nella versione per bayan e orchestra; il Triplo Concerto per clavicembalo, violino e flauto BWV 1044, i Concerti Brandeburghesi BWV 1046-1051.

### Compositore
Ha realizzato una versione per voce recitante e orchestra da camera di 14 strumenti gli ultimi due numeri della Passione secondo Matteo BWV 244 che ha diretto con l’Orchestra del Maggio Musicale Fiorentino nel concerto “Die lange Nacht” al 75º Festival del Maggio Musicale Fiorentino. Ha composto Il tredicesimo canone di Bach dal segreto dell'immagine riflessa, variazione per orchestra d’archi del Canone n. 13 dei Canon triplex à 6 dei Vierzehn Kanons über die ersten acht Fundamentalnoten der Aria aus den “Goldberg Variationen" BWV 1087. Ha realizzato la trascrizione di Tre Contrappunti (1, 9, 14) dall’“Arte della fuga" per oboe, fagotto e archi, eseguiti dai Cameristi del Maggio Musicale Fiorentino nell’LXXXI Festival del Maggio Musicale Fiorentino 2018. Per la Suvini Zerboni ha pubblicato la ricostruzione del Concerto per oboe, tastiera e archi BWV 1059.

## Musica nelle carceri
Attraverso l’Associazione Onlus La Pasqua di Bach, da lui fondata e diretta, ha operato da volontario per circa dieci anni nelle carceri. Nella Casa Circondariale di Sollicciano (Firenze) ha creato la prima Scuola di Musica in Italia per i figli degli Agenti di Polizia Penitenziaria e degli operatori del carcere. Ha dedicato ai detenuti attività varie, dal Coro dei detenuti, a rassegne di film musicali, e stagioni di concerti (ha portato in forma integrale L’arte della fuga e il Clavicembalo Ben temperato di Johann Sebastian Bach, per la prima volta in Italia, negli istituti penitenziari di Roma 2, Roma 3, Firenze, Teramo, Empoli, San Gimignano, Bologna)

## Principali volumi musicologici
- 2001 Maurolico, Francesco, Grove - The New Grove Dictionary of Music and Musicians, 16, London, 2001, pp. 162-163. ISBN 0-333-60800-3
- 2002 L'opera di Luigi Dallapiccola. Catalogo Ragionato, Milano, Suvini Zerboni, 2002 prima ed. / 2012 seconda ed. e-book ISBN 88-900691-0-4
- 2007 Il teatro musicale in Italia, Firenze, Passigli Editori, ISBN 978-88-368-1074-1
- 2007 Sig.r Amadeo Wolfgango Mozarte, Venezia, Marsilio, ISBN 978-88-317-9368-1
- 2008 Musica e Arti figurative. Rinascimento e Novecento, Venezia, Marsilio, ISBN 978-88-317-9517-3
- 2008 La memoria di Ulisse. Studi sull'"Ulisse" di Luigi Dallapiccola, Milano, Suvini Zerboni, ISBN 978-88-900691-3-0
- 2008 Carlo Prosperi e il Novecento musicale da Firenze all'Europa, Firenze, Polistampa, ISBN 978-88-596-0443-3
- 2008 Erasmo nell'arte figurativa e nella musica del Novecento: Corrado Cagli e Carlo Prosperi, Firenze, Sismel-Edizioni del Galluzzo, ISBN 978-88-8450-299-5
- 2008 Musica scolpita, Firenze, Polistampa, ISBN 978-88-596-0502-7
- 2010 La Grande Madre. Le sculture in legno "non finito" di Giuseppe Gavazzi, Milano, Silvana Editoriale, ISBN 978-88-366-1646-6
- 2010 Italia immaginaria. Letteratura, arte e musica tedesca fra Otto e Novecento, Firenze, Le Lettere, ISBN 978-88-6087-370-5
- 2011 Musiche di legni in riva d'Arno, Firenze, Polistampa, ISBN 978-88-596-0941-4
- 2011 Essere è tempo, Firenze, Polistampa, ISBN 978-88-596-0977-3
- 2012 JS Bach. Lo specchio di Dio e il segreto dell'immagine riflessa, prefazione di Ramin Bahrami, Firenze, Polistampa, ISBN 978-88-596-1061-8
- 2012 Giuseppe Gavazzi. Natività, Firenze/Lastra a Signa, Edizioni Associazione Enrico Caruso. ISBN 978-88-905778-5-7
- 2014 Giovanni Colacicchi. Figure di ritmo e di luce nella Firenze del '900, catalogo della mostra (Firenze, Villa Bardini, 18 aprile-19 ottobre 2014), a cura di Mario Ruffini e Susanna Ragionieri, Firenze, Polistampa, 2014. ISBN 978-88-596-1366-4
- 2014 Flavia Arlotta. Donna e pittrice del '900, catalogo della mostra (Firenze, Accademia delle Arti del Disegno, 9 maggio-6 settembre 2014), a cura di Mario Ruffini e Max Seidel, Firenze, Polistampa, 2014. ISBN 978-88-596-1379-4
- 2014 I disegni di Giovanni Colacicchi a Casa Siviero. Ricordando l'incontro con Giorgio de Chirico, catalogo della mostra (Firenze, Museo di Casa Siviero, 24 maggio-29 settembre 2014), a cura di Susanna Ragionieri e Mario Ruffini, Firenze, Regione Toscana/ Pacini Editore, Ospedaletto, Pisa, 2014. ISBN 978-88-6315-715-4
- 2016 Luigi Dallapiccola e le Arti figurative, Collana del Kunsthistorisches Institut in Florenz – Max-Planck-Institut, XIX, Casa Zuccari/Progetti di Musica e Arti figurative, Venezia, Marsilio, 2016. ISBN 978-88-317-1283-5
- 2016 Luigi Dallapiccola. L’idea del volto, Collana dell’Accademia delle Arti del Disegno, 100, Firenze, Polistampa, 2018. ISBN 978-88-596-1873-7
- 2016 Laura. La dodecafonia di Luigi Dallapiccola dietro le quinte, prefazione di Luigi Dei, Collana Libere Carte 9, Firenze, Firenze University Press, 2018. ISBN 978-88-6453-715-3 (print) ISBN 978-88-6453-719-1 (online)

## Discografia
- Compositori a Firenze dal dopoguerra ad oggi, Diapason DR 3301

Musiche di Bartolozzi, Becheri, Benvenuti, Bucchi, De Angelis, Giani-Luporini, Pezzati, Prosperi. Gruppo Italiano di Musica Contemporanea, Daryl Greene soprano, Mario Ruffini, direttore, 1985
- Viaggiar Cantando (musiche per l'infanzia), GIMC, 1988

Musiche di Dessau. Orchestra Giovanile di Prato, Coro di Voci bianche Guido Monaco, Mario Ruffini, direttore, 1988
- Compositori a Firenze dal dopoguerra ad oggi /2, Diapason DR CD 01

Musiche di Dallapiccola, Prosperi, Ruffini. Gruppo Italiano di Musica Contemporanea, Antonia Brown soprano, Margherita Gallini clavicembalo, Andrea Botto chitarra, Mario Ruffini direttore, 1989
- Night club, Diapason DR CD 02, live

Musica di Arrigo Benvenuti. Gruppo Italiano di Musica Contemporanea, Liliana Poli soprano, Mario Ruffini direttore e concertatore, 1990
- Nympheo - scartafaccio per opera-video, Ricordi CRMCD 1019

Musica di Sylvano Bussotti. Interpreti: Sylvano Bussotti, Mario Bolognesi, Aurio Tomicich, Maurizio Ben Omar, Alberto Bocini, Mauro Castellano, Roberto Fabbriciani, Stefano Scodanibbio, Augusto Vismara. Mario Ruffini, direttore e concertatore, 1992
- Catottromanzia - riflessi sui poemi di Evelina Schatz, Editel Elettronica CD 101

Musiche di Mario Ruffini, Kirill Wolkov, Igor Rogalëv. Orchestra Mozarteum di San Pietroburgo, Coro Rimskij Korsakov di San Pietroburgo, Mario Ruffini direttore, 1993
- Passion selon Sade, Biennale di Venezia

Musiche di Sylvano Bussotti. Interpreti: Sylvano Bussotti, Catherine Malfitano, Gruppo Italiano di Musicale Contemporanea, Mario Ruffini direttore, 1993
- Filarmonica di San Pietroburgo, GIMC 101, live

Musiche di Luigi Dallapiccola, Frescobaldi/Ruffini, Gabrieli/Maderna, Boccherini/Berio. Orchestra Filarmonica di Leningrado, Mario Ruffini direttore, 1994
- Il bosco sull'autostrada - La cura delle vespe, GIMC 102

Due operine in un atto tratte da Marcovaldo di Italo Calvino. Ensemble Contemporaneo di Ferrara, Mario Ruffini direttore e concertatore, 1997
- Antigone e Savonarola, Flavio Pagano Editore, live

Musica di Mario Ruffini, testi di Mario Luzi e Girolamo Savonarola.
CD Allegato al volume Enciclopedia dei Compositori Contemporanei. Gruppo Italiano di Musica Contemporanea, Alessandra Garuglieri e Massimo Tarducci, Voci recitanti, Mario Ruffini, direttore, 1999
- Notte stellata a Betlemme (Una “Sacra Rappresentazione), Mondo Musica/EMI, CD

Musica di Mario Ruffini, testo di Roberto Piumini. Giorgio Albertazzi, voce recitante, Susanna Rigacci, soprano. Orchestra Benedetto Marcello, Coro di Grassina, Mario Ruffini, direttore, 1999
- Mario Ruffini dirige Luigi Dallapiccola, vol. I, GIMC106CD

Musiche di Luigi Dallapiccola: Divertimento in quattro esercizi, Tre Laudi, Piccolo Concerto di Muriel Couvreux, Tartiniana seconda, Mario Ruffini, direttore, 2001
- Mario Ruffini dirige Luigi Dallapiccola, vol. II, GIMC107CD

Musiche di Luigi Dallapiccola: Due pezzi per orchestra, Variazioni per orchestra, Liriche greche, Goethe-Lieder, Piccola musica notturna, Mario Ruffini, direttore, 2002
- Carlo Prosperi: monografia, GIMC108CD

Musiche di Carlo Prosperi: In nocte secunda, O Diotima, Quattro invenzioni, In nocte, Quartetto per archi, Tre frammenti di Saffo, Whithe jazz, Filigrane, Pastorale, Melody for Navi and Michael, Gruppo Italiano di Musica Contemporanea, Mario Ruffini, direttore, 2003
- Empyrean Ensemble: The Influence of Dallapiccola, CA01, Live, Novembre 14, 2004, Studio Theatre, Mondavi Center for the Performing Arts, UC Davis. Musiche di Luigi Dallapiccola: Divertimento in quattro esercizi, Piccola musica notturna, Mario Ruffini, direttore, 2004
- Aldo Clementi: Punctum Contra Punctum, die Schachtel - live 1987 DS12, Mario Ruffini, direttore, 2005
- Musica scolpita, Stradivarius STR 33857, 2010. Musiche di Mario Ruffini: Immotus. Magno silentio audire, Inni di terracotta. Sequenze e neumi per Giuseppe Gavazzi, Mario Ruffini, direttore, 2010

## Composizioni
- Una voce, per soprano solo (1982)
- Tre canti di Aranguren per soprano, clarinetto e chitarra (1984)
- Immotus - Magno Silentio Audire per soprano, chitarra e orchestra da camera (1985), dedicato a Luigi Dallapiccola, Milano, Edizioni Suvini Zerboni (Partitura n. 13475)
- Aeneas et Dido opera in un atto (1985)
- Ierico per tromba in SI b (1985)
- Freude per sassofono, chitarra e 11 strumenti (1987)
- Recordare infantes per soli, coro di voci bianche e percussioni (1989)
- Teatro per baritono e pianoforte (1989)
- Hoc tempore per soprano e 6 violini (1990)
- Novembre fu breve per ogni sorta di strumenti e voci più campane (1990)
- Teatro - Tempo di pioggia per voce e sette strumenti (1990)
- Preludio a l'Antro delle ninfe per sette trombe (1991)
- Un coro di Evelina Schatz per coro misto e orchestra d'archi (1991)
- I flauti d'Omero per sette flauti d'ogni genere (1991)
- To the memory of Yorik-Royal Jester musiche per il film omonimo, regista Dmitrij Demin (1991)
- Sine verbo per orchestra da camera (1992)
- Ave Nezia per coro misto (1992)
- Naghabin - Foglio d'album per pianoforte (1993)
- Voskresenie i Pascha per coro a cappella (1993)
- Che fare opera in un atto (1993)
- Balletto, corrente di balletto e passacaglia, trascrizione da Frescobaldi per grande orchestra (1993)
- Segni contemporanei musiche per il film omonimo, regista Marco Agostinelli (1993)
- Silentium per harmonia per clarinetto, violoncello, pianoforte (1994)
- Ripensando ai Chazari - melodia ebraica per voce, clarinetto in mib, arpa, percussioni, violoncello (1995)
- Elogio della melancolia gioco musicale e letterario (1996)
- Il muro di Berlino opera per esecutori ragazzi e pubblico adulto (1997)
- Marzallegra - il circo di Beri per uno, due, tre, quattro pianoforti (1997)
- Il bosco sull'autostrada operina per soli, coro di voci bianche, voci recitanti, strumenti (1997)
- La cura delle vespe operina per soli, coro di voci bianche, voci recitanti, strumenti (1997)
- Notte stellata a Betlemme - Una Sacra Rappresentazione per soli, voce recitante, coro di voci bianche e orchestra (1997)
- Saluto il bue paziente - Canto di Natale per coro (1997)
- Silentium per soprano, flauto, viola, pianoforte (1998)
- Antigone e Savonarola. Dialoghi prigionieri per 2 voci recitanti, coro maschile e 4 strumenti (1998)
- Via Crucis per Antigone e Savonarola per 2 voci recitanti, coro maschile e 4 strumenti (1998)
- Il bosco sull'autostrada operina per soli, coro di voci bianche, voci rec., strumenti (2000)
- Inni di terracotta. Sequenze e neumi per Giuseppe Gavazzi, per tromba sola e live electronics strumenti (2006), Milano, Edizioni Suvini Zerboni (Partitura n. 13477)
- Essere è tempo per due soprani, due voci recitanti, clarinetto Sib, due violoncelli, pianoforte, campana in Sol e live electronics, strumenti (2011), Milano, Edizioni Suvini Zerboni
- Il XIII Canone di Bach BWV 1087 dal segreto dell'immagine riflessa, per orchestra d'archi (2014), Milano, Edizioni Suvini Zerboni

## Mostre d'arte (curatore)
- Giuseppe Gavazzi, (Firenze, Certosa di Firenze, 29.VI–8.X.2006), catalogo Gli Ori, Pistoia, 2006 - ISBN 88-7336-210-9
- Musica scolpita, (Firenze, Lyceum Club Internazionale, 1-16.XII.2008), catalogo Polistampa, Firenze, 2008 - ISBN 978-88-596-0502-7
- Le quattro stagioni, (Firenze, Galleria Pio Fedi, 12.XII.2009-6.I.2010), calendario Polistampa, Firenze, 2010
- La Grande Madre. Giuseppe Gavazzi, (Firenze, Villa Bardini, 18.IV.2010-31.I.2011), catalogo Silvana Editoriale, Cinisello Balsamo, 2010 - ISBN 978-88-366-1646-6
- Musica di legni in riva d'Arno, (Firenze, Società Canottieri, 24.VI.2011-15.VI.2011), catalogo Polistampa, Firenze, 2011 - ISBN 978-88-596-0941-4
- Francesco Clemente/Essere è tempo, (Firenze, Galleria degli Uffizi, 8.IX2011-9.XI.2011), catalogo Polistampa, Firenze - ISBN 978-88-596-0977-3
- Giuseppe Gavazzi. Natività, (Lastra a Signa/Firenze, Museo Enrico Caruso, Villa di Bellosguardo, 8.XII.2012-26.I.2013), catalogo Associazione Enrico Caruso, Firenze - ISBN 978-88-905778-4-0
- Giovanni Colacicchi. Figure di ritmo e di luce nella Firenze del '900, Firenze, catalogo della mostra (Firenze, Villa Bardini, 18 aprile-19 ottobre 2014), a cura di Mario Ruffini e Susanna Ragionieri, Firenze, Edizioni Polistampa, 2014. ISBN 978-88-596-1366-4
- Flavia Arlotta. Donna e pittrice del '900, catalogo della mostra (Firenze, Accademia delle Arti del Disegno, 9 maggio-6 settembre 2014), a cura di Mario Ruffini e Max Seidel, Firenze, Edizioni Polistampa, 2014. ISBN 978-88-596-1379-4
- I disegni di Giovanni Colacicchi a Casa Siviero. Ricordando l'incontro con Giorgio de Chirico, catalogo della mostra (Firenze, Museo di Casa Siviero, 24 maggio-29 settembre 2014), a cura di Susanna Ragionieri e Mario Ruffini, Firenze, Regione Toscana/ Pacini Editore, Ospedaletto, Pisa, 2014. ISBN 978-88-6315-715-4
- Luigi Dallapiccola. L’idea del volto, catalogo della mostra per l’LXXXI Festival del Maggio Musicale Fiorentino/Dallapiccola torna in città (Firenze, Accademia delle Arti del Disegno, 7 maggio-1 giugno 2018), a cura di Mario Ruffini, Firenze, Polistampa, 2018. ISBN 9788859618737

## Tutti gli scritti su Luigi Dallapiccola
- La musica corale del primo Dallapiccola: “Estate”, 1980 (inedito).
- La Scuola di Vienna e Luigi Dallapiccola: dodecafonie a confronto, 1983 (inedito).
- Il regno dei Cimmeri nell'“Ulisse” di Luigi Dallapiccola, 1985 (inedito).
- Ricordando Laura Dallapiccola, in «ESZ News - Notiziario delle ESZ», V (giugno 1995), Milano, Edizioni Suvini Zerboni, pp. 1,5.
- Luigi Dallapiccola, brochure (italiano-inglese), Milano, Edizioni Suvini Zerboni, 1999.
- Luigi Dallapiccola e la dodecafonia, in: Enciclopedia dei compositori italiani contemporanei, a cura di Renzo Cresti, I, Napoli, Flavio Pagano editore, 1999, pp. 109-110. ISBN 88-85228-16-X
- Dallapiccola, che addolcì nel sentimento la rivoluzione cerebrale della dodecafonia, in: «Il Giornale della Musica», XVI (febbraio 2000), 157, p. 21. ISSN 1120-6195
- Zwölftontechnik auf italienisch. Luigi Dallapiccola zum fünfundzwanzigsten Todestag, in: «Neue Musikzeitung», Regensburg, NMZ, 5.2000 (Mai), Seite 3. ISSN 0944-8136 R 17-072-F
- Luigi Dallapiccola e il viaggio di Ulisse, in: «Prospettiva Persona», trimestrale di cultura, etica e politica, IX (2000), dicembre nn. 33-34, pp. 65-68. ISSN 1126-5191
- L'opera di Luigi Dallapiccola. Catalogo Ragionato, presentazione di Dietrich Kämper, I edizione, Milano, Edizioni Suvini Zerboni, 2002, pagine 544. ISBN 88-900691-0-4
- Luigi Dallapiccola. Un ponte verso il centenario, in: L'opera di Luigi Dallapiccola. Catalogo Ragionato, presentazione di Dietrich Kämper, I edizione, Milano, Edizioni Suvini Zerboni, 2002, pp. 41-57. ISBN 88-900691-0-4
- A Laura Dallapiccola. Sette anni dopo, in: L'opera di Luigi Dallapiccola. Catalogo Ragionato, presentazione di Dietrich Kämper, I edizione, Milano, Edizioni Suvini Zerboni, 2002, p. 5. ISBN 88-900691-0-4
- Nella musica di Dallapiccola un Ulisse «inedito» che trova Dio [Occhiello: Dalle pagine dell'“Odissea” allo spartito un Ulisse in cerca di Dio], in: «Toscana-Oggi», XX (2002), 14 aprile, 14, p. 19. (Inventario).
- Il “Divertimento in quattro esercizi” di Luigi Dallapiccola, in: Feier der Überleitung des Kunsthistorisches Institut in Florenz in die Max-Planck-Gesellschaft, 3. Juni 2002, Aula Magna der Universität Florenz, Firenze, Kunsthistorisches Institut in Florenz - Max-Planck-Institut, 2003, pp. 56-71.
- Il viaggio di Ulisse: da Omero a Dante a Dallapiccola, in: «Città di Vita», LVIII (2003), 4, pp. 351-364. ISSN 0009-7632
- Con Petrassi muore il Novecento, in: Testimonianze per Goffredo Petrassi, Milano, Edizioni Suvini Zerboni, Numero speciale di «ESZ News», 2003, p. 46.
- Vita e opere di Luigi Dallapiccola: un Ulisse del Novecento, ciclo di dieci trasmissioni per il "Primo centenario della nascita di Luigi Dallapiccola", RAI-Radiotelevisione Italiana, Radio Tre Suite, 2-19 febbraio 2004 (2, 3, 4, 5, 6, 11, 12, 13, 17, 19 febbraio 2004).
- Dallapiccola, Ulisse del Novecento in cerca di Dio nel mondo dei suoni. Cento anni dalla nascita del grande compositore istriano / Sulle orme di padre Schönberg, in: «La Nazione - Quotidiano Nazionale», 146, 30, sabato 31 gennaio 2004, p. 37.
- Giobbe furioso: premonizioni di Ulisse. Il poema del pessimismo e della rivolta, in: Luigi Dallapiccola: “Il Prigioniero” - “Job”, Catania, «Teatro Massimo Bellini», Stagione Lirica 2004 (maggio 2004), programma di sala, pp. 57-111.
- Il quarto padre della dodecafonia, in: «Caffè Michelangiolo», Rivista di discussione e cultura, Accademia degli Incamminati, IX, 2 (maggio-agosto 2004), Firenze, Pagliai Polistampa, 2004, Copertina, Frontespizio, Retrofrontespizio, pp. 4-12.
- Savonarola e la musica: dalla Lauda al Novecento, in La Figura de Jerónimo Savonarola O.P. y su influencia en España y Europa, al cuidado de D. Weinstein, J. Benavent e I. Rodríguez, Firenze, Sismel-Edizione del Galluzzo per la Fondazione Ezio Franceschini, 2004 (Atti del Convegno internazionale di studi, 22-26 de mayo 2000, Valencia, UIMP, Universidad Internacional Menéndez Pelayo), pp. 93-129. ISBN 88-8450-116-4
- Luigi Dallapiccola e la dodecafonia (inedito).
- Folgorato da Webern [Dallapiccola e la dodecafonia], in: «Il Giornale della Musica», XX (2004), 201, 2, pp. 18-19. ISSN 1120-6195
- Grande Dallapiccola [L'alfa e l'omega di Luigi Dallapiccola], in: «Il Giornale della Musica», XX (2004), 206 (luglio-agosto), p. 29. ISSN 1120-6195
- Omaggio a Luigi Dallapiccola (I).“La pecora di Giotto” e la traversata dodecafonica, in: «Amici della musica», Firenze, Teatro della Pergola, domenica 13 marzo 2005, Bruno Canino–Antonio Ballista–Alda Caiello, [pp. 7-10].
- Omaggio a Luigi Dallapiccola (II). Nel nome di Bach. Scrivere e trascrivere, tra invenzione e variazione, in: «Amici della musica», Firenze, Teatro della Pergola, sabato 19 marzo 2005, Bruno Canino–Cristiano Rossi–Andrea Nannoni, [pp. 7-10].
- Luigi Dallapiccola e gli Stati Uniti, in: Luigi Dallapiccola, CD Stradivarius/RAI/ESZ, Jean-Guihen Queyras cello, Orchestra Sinfonica Nazionale della RAI, Pascal Rophé conductor, Milano, Stradivarius STR 33698, 2005, booklet, pp. 4-14 (Versione inglese: Luigi Dallapiccola and the United States, translated by Avery Gosfield, pp. 16-29; versione francese: Luigi Dallapiccola et les États-Unis, traduction de Lucette Barattini pp. 30-41). STR 33698, 2005
- Due Pezzi per Orchestra, in: Luigi Dallapiccola, CD Stradivarius/RAI/ESZ, Jean-Guihen Queyras cello, Orchestra Sinfonica Nazionale della RAI, Pascal Rophé conductor, Milano, Stradivarius STR 33698, 2005, booklet, pp. 5-7 [18-19, 32-33]. STR 33698, 2005
- Variazioni per Orchestra, in: Luigi Dallapiccola, CD Stradivarius/RAI/ESZ, Jean-Guihen Queyras cello, Orchestra Sinfonica Nazionale della RAI, Pascal Rophé conductor, Milano, Stradivarius STR 33698, 2005, booklet, pp. 7-10 [19-23, 33-37]. STR 33698, 2005
- Dialoghi, in: Luigi Dallapiccola, CD Stradivarius/RAI/ESZ, Jean-Guihen Queyras cello, Orchestra Sinfonica Nazionale della RAI, Pascal Rophé conductor, Milano, Stradivarius STR 33698, 2005, booklet, pp. 11-12 [24-25, 37-38]. STR 33698, 2005
- Three Questions with two Answers, in: Luigi Dallapiccola, CD Stradivarius/RAI/ESZ, Jean-Guihen Queyras cello, Orchestra Sinfonica Nazionale della RAI, Pascal Rophé conductor, Milano, Stradivarius STR 33698, 2005, booklet, pp. 12-14 [25-28, 39-41]. STR 33698, 2005
- “Un ballo in maschera”. Il sorriso entra in scena, in: Teatro Massimo Bellini, Fondazione, “Un ballo in maschera” di Giuseppe Verdi, programma di sala, Stagione Lirica 2005, Catania, 20 ottobre 2005, pp. 7-43.
- Barbara Strozzi nel Novecento: la scoperta di una nuova composizione per il catalogo di Luigi Dallapiccola, in: Palazzo Strozzi, a cura di Giorgio Bonsanti, Firenze, Nardini Editore, 2005, pp. 214-232. ISBN 88-404-1225-5
- Radice dodicesima di due, ovvero l'idea di Dio, in: «Città di Vita», LXI (novembre-dicembre 2006), 6, pp. 601-610. ISSN 0009-7632
- Mozart da Ovidio a Dallapiccola. Relazioni strutturali fra “Don Giovanni” e “Ulisse”, in: “Don Giovanni” di Wolfgang Amadeus Mozart, Catania, Teatro Massimo Bellini, Stagione Lirica 2006 (novembre 2006), programma di sala, pp. 7-21.
- L'Ulisse “incompiuto” come omaggio a Schönberg, in: Luigi Dallapiccola nel suo secolo, a cura di Fiamma Nicolodi, Firenze, Olschki, 2006, pp. 335-363. ISBN 978-88-222-5637-9
- Mozart dodecafonico (Rapporti strutturali fra “Don Giovanni” e “Ulisse”), in: Sig.r Amadeo Wolfgango Mozarte, a cura di Giuseppe Ferrari e Mario Ruffini, Venezia, Marsilio, 2007, pp. 243-271. ISBN 978-88-317-9368-1
- Luigi Dallapiccola e Fernando Previtali, in: Fernando Previtali nel primo centenario della nascita, a cura di Mariarosa Pollastri, Rovigo, Accademia dei Concordi/Conservatorio Statale di Musica, 2007, pp. 17-26.
- La memoria di Ulisse. Studi sull'“Ulisse” di Luigi Dallapiccola, prefazione e edizione a cura di Mario Ruffini, Milano, Edizioni Suvini Zerboni, 2008, pagine 400. ISBN 978-88-900691-3-0
- Il vento di Ulisse, in: Romano Pezzati, La memoria di Ulisse, prefazione e edizione a cura di Mario Ruffini, Milano, Edizioni Suvini Zerboni, 2008, pp. VII-XXV. ISBN 978-88-900691-3-0
- Carlo Prosperi e il Novecento musicale da Firenze all'Europa, a cura di Mario Ruffini, premessa di Gloria Manghetti, testimonianza introduttiva di Roman Vlad, Collana dell'«Antologia Vieusseux», XIII, n.s., 2007 (37-39), Firenze, Polistampa, 2008, pagine 800
- L'opera di Carlo Prosperi: il suono, la notte, le stelle, in Carlo Prosperi e il Novecento musicale da Firenze all'Europa, a cura di Mario Ruffini, premessa di Gloria Manghetti, testimonianza introduttiva di Roman Vlad, Collana dell'«Antologia Vieusseux», XIII, n.s., 2007 (37-39), Firenze, Polistampa, 2008, pp. 31-75. ISBN 978-88-596-0443-3
- Piero della Francesca in musica. Dallapiccola, l'“Ulisse” e la “Storia della Vera Croce”, in: «Rivista Italiana di Musicologia», Società Italiana di Musicologia, XL (2005), nn. 1-2, Firenze, Olschki, 2008, pp. 249-282.
- La matematica tra arti figurative e musica. Piero della Francesca e Luigi Dallapiccola. Comparazioni ragionate fra la “Storia della vera croce” e l'“Ulisse”, in: Musica e Arti figurative. Dal Rinascimento al Novecento (Atti del convegno, Firenze, Kunsthistorisches Institut in Florenz – Max-Planck-Institut, 27-29 maggio 2005), a cura di Mario Ruffini e Gerhard Wolf, Collana del Kunsthistorisches Institut in Florenz – Max-Planck-Institut, XIII, Venezia, Marsilio, 2008, pp. 365-400. ISBN 978-88-317-9517-3
- Giobbe furioso, in: Luigi Dallapiccola. 100. obljetnica rodenja / 100º anniversario della nascita, (Zbornik radova s 4. medunarodnog muzikoloskog skupa “Iz istarske glazbene riznice / Raccolta degli Atti del Quarto convegno internazionale di musicologia “Dal patrimonio musicale istriano”, Pazin-Novigrad / Pisino-Cittanova, 7-9 ottobre 2004), a cura di Ivana Paula Gortan-Carlin, Pazin / Pisino, Pucko otvoreno uciliste u Pazinu / Università popolare aperta a Pisino, 2008, pp. 141-188. ISBN 978-953-7565-04-6
- “Von Suleika zu Suleika”. Goethe e Thomas Mann in Italia con i Goethe-Lieder di Luigi Dallapiccola, in: Italia immaginaria. Letteratura, arte e musica tedesca fra Otto e Novecento, a cura di Petra Brunnhuber e Mario Ruffini, (atti del convegno, Firenze, 21-22 settembre 2006: Literaturfest Germania 2006), Firenze, Le Lettere, 2010, pp. 223-252. ISBN 978-88-6087-370-5
- MUSIK-FILM: Firenze dodecafonica. 6000 passi in città con Luigi Dallapiccola, Regia di Clemente Fiorentini, Voce narrante di Mario Ruffini, Promosso nell'ambito del progetto Luigi Dallapiccola e le Arti figurative del Kunsthistorisches Institut in Florenz – Max-Planck-Institut, Firenze, Film-documentario d'arte, 2011, durata 14'58'’.
- L'opera di Luigi Dallapiccola. Catalogo ragionato, presentazione alla prima edizione di Dietrich Kämper, prefazione alla II edizione di Quirino Principe; II edizione corretta, aggiornata e accresciuta con una nuova composizione inedita, Milano, Edizioni Suvini Zerboni, 2011, pagine 574. ISBN 88-900691-0-4
- Dallapiccolas „unvollendeter“Ulisse als Hommage an Schönberg, in: Luigi Dallapiccola, die Wiener Schule und Wien, Hrsg. von Hartmut Krones und Therese Muxeneder, Schriften des Wissenschaftszentrums Arnold Schönberg, Bd. 8, Wien, Böhlau Verlag, 2012. ISBN 978-3-205-78822-5
- Luigi Dallapiccola e le Arti figurative (don DVD allegato), Collana del Kunsthistorisches Institut in Florenz – Max-Planck-Institut, XIX, Casa Zuccari/Progetti di Musica e Arti figurative, Venezia, Marsilio, 2016. ISBN 978-88-317-1283-5
- Luigi Dallapiccola. L’idea del volto, Collana dell’Accademia delle Arti del Disegno, 100, Firenze, Polistampa, 2018. ISBN 9788859618737
- Laura. La dodecafonia di Luigi Dallapiccola dietro le quinte, prefazione di Luigi Dei, Collana Libere Carte 9, Firenze, Firenze University Press, 2018. ISBN 978-88-6453-715-3 (print) ISBN 978-88-6453-719-1 (online)
- Luigi Dallapiccola e il balletto. Da Henry Matisse ad Aurel M. Milloss, in: “Nuova Antologia”, Fondazione Spadolini/Nuova Antologia/Edizioni Polistampa, Luglio-Settembre 2017, Anno 152°, Fasc. 2283, pp. 63-81.
- Volo di notte da Antoine de Saint-Exupéry a Luigi Dallapiccola, in: “Pegaso”, Quadrimestrale di Cultura, Arte, Costume, XLII, 203, gennaio-aprile 2019, pp. 26-29.

## Testi vari
- 2000	Valentino Bucchi nel ricordo di Carlo Prosperi, [Atti del Convegno di Studi “Valentino Bucchi”, a cura di Liliana Pannella, Firenze, Conservatorio “Luigi Cherubini”, 6-7 maggio 1996], in: Incontro con Valentino Bucchi. Venti anni dopo, a cura di Gabriele Becheri e Paolo Somigli, Roma, Premio Valentino Bucchi, XX, 1 (gennaio 2000), 2000, pp. 165–170.
- 2003	Lucrezia Borgia fra Musica e Cinema, in: Il mito di Lucrezia Borgia nell'età contemporanea, (Atti del convegno nazionale di studi “Il mito di Lucrezia Borgia nell'età contemporanea”, a cura di Ottorino Bacilieri e Lucio Scardino, Voghiera, Castello di Belriguardo, Sala della Vigna, Ferrara), Ferrara, Liberty House, 2003, pp. 177–222.
- 2003	Con Petrassi muore il Novecento, in: Testimonianze per Goffredo Petrassi, Milano, Edizioni Suvini Zerboni, Numero speciale di «ESZ News», 2003, p. 46.
- 2003	Calligrafie di Sylvano [Il “Disordine alfabetico” di Sylvano Bussotti], in: «Il Giornale della Musica», XIX (2003), 193, maggio, p. 26.
- 2004	Savonarola e la musica: dalla Lauda al Novecento, in La Figura de Jerónimo Savonarola O.P. y su influencia en España y Europa, al cuidado de Donald Weinstein, Júlia Benavent e Inés Rodríguez, Firenze, Sismel-Edizione del Galluzzo per la Fondazione Ezio Franceschini, 2004 (Atti del Convegno internazionale di studi, 22-26 de mayo 2000, Valencia, UIMP, Universidad Internacional Menéndez Pelayo), pp. 93–129. ISBN 88-8450-116-4
- 2005	“Un ballo in maschera”. Il sorriso entra in scena, in: Teatro Massimo Bellini, Fondazione, “Un ballo in maschera” di Giuseppe Verdi, programma di sala, Stagione Lirica 2005, Catania, 20 ottobre 2005, pp. 7–43.
- 2006	Radice dodicesima di due, ovvero l'idea di Dio, in: «Città di Vita», LXI (novembre-dicembre 2006), 6, pp. 601–610. ISSN 0009-7632
- 2008	Erasmo nell'arte figurativa e nella musica del Novecento: Corrado Cagli e Carlo Prosperi, in: Erasmo da Rotterdam e la cultura europea - Erasmus of Rotterdam and European Culture (Atti del convegno a cura di Enrico Pasini e Pietro Bassiano Rossi, Università degli Studi di Torino, 8-9 settembre 2006), a cura di Enrico Pasini e Pietro Bassiano Rossi, Firenze, Sismel-Edizioni del Galluzzo, 2008, pp. 343–364.
- 2009	I Progetti di Musica e Arti figurative a Casa Zuccari, in: Einweihung der Casa Zuccari & Verleihung der Ehrenbürgerschaft der Stadt Florenz an Max Seidel / Inaugurazione di Casa Zuccari & Conferimento della cittadinanza onoraria a Max Seidel, Kunsthistorisches Institut in Florenz – Max-Planck-Institut, Direktion Alessandro Nova / Gerhard Wolf, Redaktion Wolfer Bulst / Ortensia Martinez / Almut Stolte, Florenz 2009, pp. 167–182.
- 2014	Firenze. Sempre Capitale. Mendelssohn, Liszt e compagni, in: Grand Tour, Grand Piano. Il pianismo romantico a diporto per l'Italia dell'Ottocento, a cura di Piero Mioli, atti del convegno (Bologna, Accademia Filarmonica, 2 ottobre 2010), Bologna, Pàtron Editore, 2014, pp. 123–163. ISBN 978-88-555-3258-7

## Musica e Arti figurative / Progetti per il Kunsthistorisches Institut in Florenz - Max-Planck-Institut
- 2002 L'opera di Luigi Dallapiccola. Catalogo Ragionato (Milano, Suvini Zerboni)
- 2002 Incontri con Roma, critofilm del 1948 (Roma, Lux Film)
- 2002 L'esperienza del Cubismo, critofilm del 1949 (Roma, Lux Film)
- 2002 Il Cenacolo di Leonardo da Vinci, critofilm del 1953 (Milano, Rizzoli Film)
- 2004 Luigi Dallapiccola nel primo centenario della nascita (Firenze, Comitato Nazionale e Convegno)
- 2004 Vita e Opera di Luigi Dallapiccola (Roma, Radio Tre Suite, 10 puntate)
- 2006 Giuseppe Gavazzi (Pistoia, Gli Ori)
- 2006 Inni di terracotta: sequenze e neumi (Milano, Suvini Zerboni)
- 2007 Il teatro musicale in Italia (Firenze, Passigli)
- 2007 Sig.r Amadeo Wolfgango Mozarte (Venezia, Marsilio)
- 2008 Musica e Arti figurative. Rinascimento e Novecento (Venezia, Marsilio)
- 2008 Musica scolpita (Firenze, Polistampa)
- 2007 Erasmo da Rotterdam nella musica e nell'arte figurativa del Novecento (Firenze, Sismel-Edizioni del Galluzzo)
- 2008 Carlo Prosperi e il Novecento musicale da Firenze all'Europa (Firenze, Polistampa)
- 2008 La memoria di Ulisse. Studi sull'Ulisse di Luigi Dallapiccola (Milano, Suvini Zerboni)
- 2008 Esordi e sviluppo della dodecafonia in Italia (Como, Villa Vigoni)
- 2008 La figura di Ulisse nell'arte, nella musica, nella letteratura (Kunsthostrisches Institut in Florenz)
- Le quattro stagioni di Giuseppe Gavazzi (Firenze, Polistampa)
- 2010 RichardStrauss. Die frau ohne schatten fra tragedia e commedia (Maggio Musicale Fiorentino)
- 2010 La Grande Madre. Sculture in legno non finito di Giuseppe Gavazzi (Cinisello Balsamo, Silvana Editoriale)
- 2010 Italia immaginaria. Letteratura, arte e musica tedesca fra otto eNovecento (Firenze, Le Lettere)
- 2011 Musiche in riva d'Arno (Firenze, Polistampa)
- 2011 Essere è tempo. I dodici Apostoli di Francesco Clemente (Firenze, Polistampa)
- 2011 Musica, arti e creatività (Roma, Università degli Studi Roma Tre)
- 2011 Corrado Cagli e il teatro d'opera (progetto di ricerca)
- 2012 World Bach-Fest (Firenze, Palazzo Vecchio, Teatro del maggio Musicale Fiorentino e Teatro Odeon)
- 2012 Johann Sebastian Bach. Lo specchio di Dio e il segreto dell'immagine riflessa (Firenze, Polistampa)
- 2013 Johann Sebastian Bach. L'Arte della fuga (Firenze, Basilica di Santa Croce e Carcere di Sollicciano)
- 2014 Giovanni Colacicchi. Figure di ritmo e di luce nella Firenze del '900 (Firenze, Polistampa)
- 2014 Flavia Arlotta. Donna e pittrice del '900 (Firenze, Polistampa)
- 2014 I disegni di Giovanni Colacicchi a Casa Siviero (Pisa, Pacini Editore)
- 2016 Luigi Dallapiccola e le Arti figurative (Venezia, Marsilio)
- 2018 Dallapiccola torna in città (LXXXI Maggio Musicale Fiorentino)
- 2018 Luigi Dallapiccola. L’idea del volto (Accademia delle Arti del Disegno)
- 2018 Laura. La dodecafonia di Luigi Dallapiccola dietro le quinte (Università degli Studi di Firenze)

## Incarichi
- Conservatorio di Musica “Luigi Cherubini”, docente (in attività dal 1977)
- Gruppo Italiano di Musica Contemporanea, promotore (dal 1985)
- Direttore d’orchestra stabile al Teatro Nazionale d’Opera di San Pietroburgo (1989-1995)
- Kunsthistorisches Institut in Florenz – Max-Planck-Institut, Responsabile scientifico del Dipartimento di Musica e Arti figurative (dal 2002)
- Gabinetto Scientifico Letterario G.P. Vieusseux, Responsabile scientifico del Fondo Carlo Prosperi (dal 2005)
- Festival Orchestre Giovanili (dal 2012)
- Accademico dell’Accademia delle Arti del Disegno (dal 2012)
- Presidente del Centro Studi Luigi Dallapiccola (dal 2017)